# 全在姫
全 在姫（チョン・ジェヒ、朝鮮語: 전재희、1949年9月6日 - ）は、韓国の女性政治家。前保健福祉部長官（第47代）。
本貫は龍宮全氏。カトリック教徒。

## 歩み
1949年9月6日、慶尚北道永川市生まれ。1973年に女性として初めて行政考試に合格し、以後、労働関係の官僚として役職を歴任した。そして、1994年に京畿道光明市の市長に任命、翌95年の第1回地方選挙で女性初の民選市長として勝利し、改めて市長となった。その後、2000年の国会議員選挙でハンナラ党全国区候補者として初当選を果たした後、連続3期議員を務め、国会では環境労働委員会に在籍していた。李明博政権発足後の2008年8月に保健福祉家族部長官に任命された（2010年8月に退任）。2012年4月に行われた総選挙でも光明市乙区からセヌリ党公薦で出馬したが、民主統合党の女性候補の李彦周に敗れた。

### 学歴
- 1967年：大邱女子高等学校卒業
- 1972年：嶺南大学校行政学科修了
- 1991年：アメリカミネソタ州立大学修了
- 1997年：高麗大学校労働大学院修了

### 経歴
- 1973年：第13回行政考試合格、文化広報部放送管理局指導課の事務官となる。
- 1982年：労働部婦女少年課長
- 1985年：同災害補償課長
- 1986年：同公共訓練課長
- 1988年：同賃金福祉課長
- 1989年：同訓練企画課長
- 1991年～1992年：同婦女指導官
- 1992年：同労働保険局長
- 1993年：同職業訓練局長
- 1994年～1995年：京畿道光明市の市長（官選）
- 1995年
  - 6月：第1回全国同時地方選挙。光明市市長選挙で民主自由党の公薦を得て立候補、初当選を果たす。
  - 光明市市長（民選、1995年～1998年）。
- 2000年
  - 4月：第16代総選挙。ハンナラ党の全国区候補として立候補（9位）、初当選。
  - 副スポークスマン
- 2001年～2002年：ハンナラ党第3政策調整委員長
- 2002年：
  - 8月：全国区議員を辞して補欠選挙[4]に立候補、自身が市長を務めた光明市の選挙区（乙区）で改めて当選。
- 2003年：ハンナラ党政策委員会副議長
- 2004年
  - 4月：第17代総選挙。光明市乙区で再選（ハンナラ党）。
  - ハンナラ党全国大会副議長
- 2006年～2007年：ハンナラ党政策委員会議長
- 2007年～2008年：ハンナラ党最高委員
- 2008年
  - 4月：第18代総選挙。光明市乙区で3回目の当選（ハンナラ党）。
  - 8月：第47代保健福祉家族部長官に任命[5]
- 2010年
  - 3月：保健福祉家族部が保健福祉部に名称変更、長官に留任（第47代）
  - 8月：保健福祉部長官を退任（後任は陳壽姫）。
- 2012年
  - 4月：第19代総選挙。光明市乙区から立候補（セヌリ党）、落選。

“保健福祉家族部ホームページの장관소개（長官紹介）”を元に作成した。